# 永丰街道 (武汉市)
永丰街道是中华人民共和国湖北省武汉市汉阳区下辖的一个街道办事处。

## 行政区划
永丰街道下辖以下村级行政区划单位：
仙山社区、燎原社区、磨山社区、沿河社区、琴断口社区、汉沙社区、玫瑰西苑社区、黄金口社区、三眼桥社区、四台社区、米粮社区、陈家咀村、徐湾村、快活岭村、罗家咀村、董家店村和郑家咀村。